# Shooting Star (EP)
Shooting Star je EP od americké synthpopové skupiny Owl City. Bylo složeno skladatelem, producentem a zpěvákem Adamem Youngem za doprovodu Marka Hoppuse a dalších jmen (Mikkel S. Eriksen, Tor Erik Hermansen, Dan Omelio, Matthew Thiessen, Josh Crosby, Nate Campany, Emily Wright). Na iTunes vyšlo 15. května 2012 jako ochutnávka nadcházejícího alba The Midsummer Station.

## Seznam skladeb
| The Midsummer Station | The Midsummer Station        | The Midsummer Station   | The Midsummer Station                                                           | The Midsummer Station |
| Pořadí                | Název                        | Hudba                   | Text                                                                            | Délka                 |
| --------------------- | ---------------------------- | ----------------------- | ------------------------------------------------------------------------------- | --------------------- |
| 1.                    | Shooting Star                | Adam Young, Stargate    | Adam Young, Mikkel S. Eriksen, Tor Erik Hermansen, Dan Omelio, Matthew Thiessen | 4:07                  |
| 2.                    | Gold                         | Adam Young, Josh Crosby | Emily Wright, Nate Campany, Josh Crosby                                         | 3:56                  |
| 3.                    | Dementia (feat. Mark Hoppus) | Adam Young              | Adam Young                                                                      | 3:31                  |
| 4.                    | Take It All Away             | Adam Young, Kool Kojak  | Adam Young, Emily Wright, Nate Campany, Allan P. Grigg                          | 3:31                  |

## Zajímavosti
Adam na Twitteru oznámil, že 15. května vyjde nové EP „Shooting Star“, kde budou čtyři písně z blížícího se alba. Adam uvedl, že chtěl dát fanouškům ochutnávku toho, jak bude jeho nové album znít. „Toto nové album je jistě trošku odlišné od těch, které jsem v minulosti vytvořil. Někdy skupiny něco vydají a nikomu o tom dopředu neřeknou. Fanoušci si myslí: 'Toto vyšlo odnikud bez jakéhokoliv vysvětlení od umělce.' Takže z toho důvodu jsem vydal to EP.“
„Myslím, že jako umělec by ses nikdy neměl dívat zpátky a opakovat se.“ řekl Adam v rozhovoru pro Billboard. Nové album plánoval vydat v létě 2012 a „Shooting Star“ je „jen, aby pomohlo vzbudit vzrušení pro vydání nového alba“. Jeho druhé EP je „jakousi předpremiérou a chtěl jsem se ujistit, že ty čtyři nové písně na EP daly správnou představu nebo chuť toho, o čem bude nové album.“

## Tvůrci

### Owl City
- Adam Young – vokály, klávesy, kytara, bubny, producent, art direction, audio mixer

### Další umělci a producenti
- Mikkel S. Eriksen - dodatečné nástroje ve skladbě 1, skladatel
- Tor Erik Hermansen - dodatečné nástroje ve skladbě 1, skladatel
- Josh Crosby - dodatečné nástroje, doprovodné vokály ve skladbě 2, skladatel
- Dustin Sauder - kytara ve skladbě 2
- Mark Hoppus – druhý hlas ve skladbě 3
- Kool Kojak - druhý hlas ve skladbě 4
- Nate Campany – skladatel
- A.P. Grigg – skladatel
- Dan Omelio – skladatel
- Matthew Thiessen – skladatel
- Emily Wright – skladatel